# Ladislao Gutiérrez
Ladislao Gutiérrez, también conocido como Uladislao Gutiérrez (San Miguel de Tucumán, 1824-Santos Lugares de Rosas, 18 de agosto de 1848),
fue un sacerdote jesuita argentino. 
Era hijo de Gregorio Gutiérrez Gramajo, hermano del gobernador y Caudillo federal de Tucumán, Celedonio Gutiérrez; y de Celestina Dolores Ximenes, ambos de antiguas familias tucumanas.  
En diciembre de 1847, huyó a caballo con su amante, Camila O'Gorman (22), con la idea de cruzar a Brasil. Sin embargo, ambos se establecieron en Goya (provincia de Corrientes), donde se desempeñaron como maestros del pueblo.
Su historia de amor clandestina escandalizó a la sociedad porteña de entonces, durante la segunda gobernación (1829-1852) de la provincia de Buenos Aires por Juan Manuel de Rosas.
Después de ser detenidos en Corrientes fueron conducidos a una cárcel del cuartel general de Santos Lugares de Rosas. En Buenos Aires se había preparado una celda para Ladislao en el Cabildo y una habitación para Camila en una casa de ejercicios espirituales.

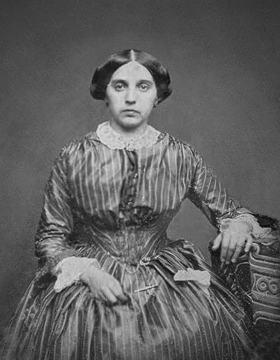
Camila O’Gorman
(1825-1848).

El 3 de marzo de 1848, el político antirrosista Domingo Faustino Sarmiento (exiliado en Santiago de Chile) escribió:

Ha llegado al extremo la horrible corrupción de costumbres bajo la tiranía espantosa del Calígula del Plata que los impíos y sacrílegos sacerdotes de Buenos Aires huyen con las niñas de la mejor sociedad, sin que el sátrapa infame adopte medida alguna contra esas mostruosas [sic] inmoralidades.
Domingo Faustino Sarmiento

El gobernador Rosas fue azuzado por los propios federales, e incluso por el padre de la joven, Adolfo O’Gorman, y ordenó fusilarlos, aun contra la voluntad de Manuelita Rosas ―amiga de Camila e hija del gobernador―, lo que se cumplió en el cuartel de Santos Lugares, el 18 de agosto de 1848.
El 26 de agosto de 1849, Domingo Faustino Sarmiento publicó en La Crónica de Montevideo la nota titulada «Camila O’Gorman», donde criticaba el salvajismo puesto de manifiesto en el fusilamiento de la joven.
En el museo Ernesto Sabato se puede visitar el supuesto paredón en el que ―según Sabato― fueron fusilados Camila O'Gorman y el cura Uladislao Gutiérrez. Pero el paredón no se encontraba en el actual Santos Lugares (donde en 1848 solo había chacras) sino a unos 3 km al noreste, dentro de la actual localidad de San Andrés, partido de San Martín, sobre la avenida Ayacucho, entre las calles La Crujía y Libertad.